# Aleksandr Minajev
Aleksandr Minajev (rysk: Александр Алексеевич Минаев), född 11 augusti 1954 i Zjeleznodorozjnyj i Moskva oblast, död 6 december 2018 i Moskva, var en sovjetisk fotbollsspelare som tog OS-brons i fotbollsturneringen vid de olympiska sommarspelen 1976 i Montréal.